# Tools Copy
Tools Copy je soubor tří kopírovacích programů pro počítače Sinclair ZX Spectrum a kompatibilní (například Didaktik)  s připojenou disketovou jednotkou Didaktik 40 nebo Didaktik 80 a pro počítač Didaktik Kompakt. Všechny programy jsou českého původu. Vydavatelem souboru programů byla společnost Proxima – Software v. o. s., soubor byl vydán v roce 1992.

## Obsah

### Master Copy
Master Copy je kopírovací program, umožňující kopírovat soubory z kazety na kazetu. Jako paměť pro kopírované soubory používá disketu, čímž umožňuje kopírovat najednou podstatně větší množství souborů, než v případě, kdy je využívána pouze paměť počítače. Program je též možné použít k převodu souborů z kazety na disketu, protože program umí převádět i bezhlavičkové soubory. Najednou je možné kopírovat 128 souborů.

### Single Copy
Single Copy je program umožňující příjemnější kopírování souborů na jedné disketové jednotce, než jaké umožňuje M-DOS. Program využívá i rozšířené paměti počítačů Didaktik Gama a ZX Spectrum 128K+, takže na ZX Spectru 48K nabízí volnou paměť 41472 B, na Didaktiku Gama 74240 B a na ZX Spectru 128K 123392 B.

### Disk Copy
Disk Copy je program pro vytváření přesné kopie obsahu celé diskety. Program využívá i rozšířené paměti počítače Didaktik Gama. Je ho možné použít při kopírování na jedné disketové jednotce nebo na dvou disketových jednotkách. Při kopírování na jedné disketové jednotce je během kopírování nutné vyměňovat diskety.